# Knotodo
Genre
Knotodo est un genre d'araignées aranéomorphes de la famille des Miturgidae.

## Distribution
Les espèces de ce genre sont endémiques d'Australie.

## Liste des espèces
Selon World Spider Catalog (version 24.5, 04/11/2023) :
- Knotodo coolgardie Raven, 2023
- Knotodo eneabba Raven, 2023
- Knotodo gracilis (Hickman, 1950)
- Knotodo muckera Raven, 2023
- Knotodo narelleae Raven, 2023
- Knotodo nullarbor Raven, 2023
- Knotodo shoadi Raven, 2023
- Knotodo toolinna Raven, 2023

## Systématique et taxinomie
Ce genre a été décrit par Raven en 2023 dans les Miturgidae.

## Publication originale
- Raven, Hebron & Williams, 2023 : « Revisions of Australian ground-hunting spiders VI: five new stripe-less miturgid genera and 48 new species (Miturgidae: Miturginae). » Zootaxa, no 5358(1), p. 1-117.